# Typhlops sylleptor
Typhlops sylleptor är en ormart som beskrevs av Thomas och Hedges 2007. Typhlops sylleptor ingår i släktet Typhlops och familjen maskormar. Inga underarter finns listade i Catalogue of Life.
Denna orm förekommer i en liten region i sydvästra Haiti. Den lever i kulliga områden vid 400 meter över havet. Individerna vistas i regioner med kalksten. Honor lägger ägg.
Beståndet hotas av träkolsproduktion och av landskapets omvandling till jordbruksmark. IUCN listar arten som starkt hotad (EN).